# Tricimba similis
Tricimba similis är en tvåvingeart som beskrevs av Günther Enderlein 1911. Tricimba similis ingår i släktet Tricimba och familjen fritflugor. Inga underarter finns listade i Catalogue of Life.